# Santa María de Tézanos y las Ánimas (1699)
El Santa María de Tézanos y las Ánimas fue un navío de línea de 60 cañones nominales, repartidos en dos cubiertas y botado para la Armada española en 1699. De acuerdo con los estándares británicos, el buque quedaba categorizado como galeón de cuarta clase.

## Construcción
El barco fue encargado el 23 de diciembre de 1694 como buque insignia del vicealmirante de la Armada de la Mar Océana D. Pedro de la Riva Castañeda. La quilla se colocó en 1697 en Guernizo, donde las obras fueron supervisadas por Ignacio de Soroa y su constructor fue Miguel Agustín de Villanueva. El barco fue botado en 1699. Tras su primer viaje desde el astillero a Cádiz, se pudo se pudo constatar que el Begoña y el Tezanos adolecían de poco plan y excesivo puntal que no casaban con su quilla, por lo que se recomendó su embonado para que tuviera mejor equilibrio en navegación.

## Historial
El 9 de septiembre de 1699 el barco partió de Santoña  con destino Cádiz al mando del buque insignia del almirante Mateo de Laya, junto con los navíos Santísima Trinidad, San Francisco, Nuestra Señora de Begoña y Nuestra Señora de Atocha. El 19 de junio de 1700 partió de Cádiz para la expedición del Darién contra los asentamientos escoceses, con nueve navíos de línea y con buque insignia al mando de Pedro Fernández de Navarrete, con Mateo de Laya por Almirante. Para cuando la escuadra española llegó a Cartagena de Indias el 18 de agosto, los escoceses ya habían capitulado ante el gobernardor Juan Pimentel el 13 de abril, es decir, antes siquiera de que partiera la expedición del que el Tezanos formaba parte. El 4 de enero de 1701 el Santa María de Tezanos y las Ánimas al mando del almirante Martín González de Vergara, buque insignia de la Flota de Azogues al mando de Fernando Chacón Medina y Salazar, zarpa de Puerto Rico hacia el puerto de Veracruz.
El 17 de marzo de 1701 el barco regresó a Cádiz con la flota que participó en la campaña del Darién.
El barco partió de Cádiz el 13 de agosto de 1701 como buque insignia del almirante Fernando Chacón Medina y Salazar, al mando de Martín de Vergara y Pardo. Su misión era proteger al buque mercante San Juan Bautista y a otro buque mercante que transportaba mercurio y otros suministros a Veracruz. Los buques llegaron a Puerto Rico el 30 de septiembre, desde donde continuaron el viaje el 4 de octubre. El 30 de octubre el convoy llegó a Veracruz. El 14 de noviembre, el barco se hundió en Veracruz frente a San Juan de Ulúa mientras descargaba cargamento, falleciendo 30 hombres en el accidente. Otras fuentes señalan que el buque zozobró cuando el azoque ya se había descargado y se procedía a hacer lo mismo con el hierro y el acero, que servían de lastre a la nave.